# Navegantes del Magallanes
Os Navegantes de Magallanes(Magallanes Base-ball Club) são uma equipe profissional de beisebol da Liga Venezuelana de Beisebol Profissional, sediado em Valência, capital do estado de Carabobo, Venezuela

## História
O Magallanes foi fundado como um clube de Beisebol em 26 de Outubro de 1917 pro um grupo de populares com o nome de Magallanes. É a agremiação esportiva mais antiga em atividade na Venezuela. Participa da liga profissional de beisebol desde a sua criação em 1945 e exerce seus mandos de campo no Estádio José Bernardo Pérez, inaugurado e 1955 com capacidade para até 16.000 torcedores.
Inicialmente sediado em Caracas, fez parte como membro fundador da liga local, e venceu o primeiro jogo da liga batendo os Patriotas da Venezuela por 5x2 em 12 de Janeiro de 1946. Depois de uma ausência, voltou para a Liga em 1969, desta vez como sendo sediado em Valência. 

### Origens
A origem do clube remonta os primeiros anos do século XX quando um grupo de jovens do Oeste de Caracas decidiram fundar um clube na região capaz de rivalizar com o Royal Criollos, do leste da capital. 
Em Novembro de 1917 o clube, sediado em Caracas, iniciou seus trabalhos para selecionar jogadores. Em Janeiro de 1918 o clube foi inscrito no Campeonato Nacional. Sua primeira partida foi disputada em 24 de Fevereiro e o Magallanes venceu o Flor del Ávila por 20 a 6, porem, nas partidas seguintes o clube não manteve boa fase e acabou se retirando do torneio. Logo depois com o aparecimento da epidemia de gripe espanhola, em 1918, a equipe acabou sendo dissolvida. 

### O nome
O Magallanes fora intalado a primeira vez em 26 de Outubro de 1917 com o nome de Magallanes Base-Ball Club. Nesse dia, o dono de um bar onde os membros-fundadores frequentavam propôs uma votação para decidir qual nome levaria a equipe. Foi sugerido que o clube deveria se chamar Magallanes, não por conta do navegante português Fernão de Magalhães mas sim por causa do Estreito de Magalhães, no Chile porque contra ele todos os clubes iriam quebrar. Curiosamente o clube mais tarde adotou um navio em seu escudo. 
Alguns comentam que Benitez, o dono do mar, teria sido marinheiro e teria atravessado o tal estreito. Outras pesquisas indicam que o nome do clube fora escolhido de fato em homenagem ao navegante português Fernão de Magalhães, e por isso que o clube ganhou o apelido de "Os Navegantes". Pouco depois, o clube mudou de nome para Navegantes de Magallanes.

### Primeira refundação
Depois de três anos de "desaparecimento" alguns dos fundadores originais do clube uniram esforços pra trazê-lo de volta e isso ocorreu em 1º de Julho de 1927. Regressou no amadorismo como integrante do Torneio da Segunda Categoria(disputado de Agosto a Novembro)  do mesmo ano.
Para o primeiro campeonato da Primeira Divisão que foi realizado entre setembro de 1927 e janeiro de 1928, o Magallanes realizou muitas partidas amistosas na capital, até o ponto de em Fevereiro de 1929 enfrentar a Seleção de Porto Rico(uma das potências mundiais do beisebol) para qual perdeu por um duro resultado de 12 a 1. 
Depois dos anos, seus melhores jogadores foram saindo para aceitar propostas melhores economicamente, o que fez em 1933 o clube novamente se retirar do torneio profissional, encerrando assim sua segunda fase.

### Segunda refundação
Em 1936, em pessoa de Luis Carratú, tentou se reviver o Magallanes, mas, apesar dos esforços o clube não teve dinheiro suficiente pra se manter. Anos mais tarde, Carratú teria passado adiante seus direitos sobre o Magallanes a Carlos Lavaud. Logo depois da Venezuela ganhar a Copa do Mundo de Beisebol, Lavaud traz novidades sobre o clube, que era um projeto inicial do que hoje é o Navegantes de Magallanes. Quando criada a Liga Venezuelana de Beisebol Profissional o Magallanes foi um dos quatro participantes do primeiro torneio.

### Primeiro Venezuelano Campeão do Caribe
A Série do Caribe funciona como um torneio continental que reúne os campeões das ligas profissionais latino-americanas. O Magallanes foi o primeiro time venezuelano a conquistar essa competição, em 1970 ao bater os porto-riquenhos do Leones del Ponce. A equipe valenciana venceu 7 dos 8 jogos que disputou. A conquista dos Navegantes é considerada um dos grandes feitos da história esportiva da Venezuela.
- 3x1  Leones del Ponce
- 10x4  Tigres del Licey
- 4x0  Tigres del Licey
- 4x5  Leones del Ponce
- 4x0  Leones del Ponce
- 4x3  Tigres del Licey
- 4x3  Leones del Ponce
- 3x2  Tigres del Licey[4]

### A Segunda conquista continental
A "Nave turca" conquistou sua segunda Série do Caribe em 1979, sendo novamente o primeiro venezuelano a conquistar uma segunda vez o torneio(até então).

## Rivalidade
O grande rival dos Navegantes é o Leones de Caracas, com quem disputa o chamado "Clássico dos Eternos Rivais" sendo esse um dos maiores encontros do beisebol. Mas nem tudo é rivalidade entre os dois, em uma campanha da Unicef, as duas equipes vestiram o mesmo uniforme, no dia mundial das crianças

## Titulos
- Série do Caribe - 02 (1970, 1979)[10]
- Liga Venezuelana de Beisebol Profissional - 12 (1949-50, 1950-51, 1954-55, 1969-70, 1976-77. 1978-79, 1993-94, 1995-96, 1996-97, 2001-02, 2012-13, 2013-14)[11]